# Мавр Поречки
Мавр Поречки је био ранохришћански мученик и епископ града Пореча у 3. веку. 
Према црквеном предању Мавр је био први епископ Пореча и Истарске епископије.
Страдао је мученичком смрћу крајем 3. века. 
Мошти светог Мавра чувају се у Еуфразијевој базилици у Поречу из 5. века. 
Заштитник је града Пореча, званог Парентиум у римско доба.